# Ryssen kommer! Ryssen kommer!
Ryssen kommer! Ryssen kommer! (engelska: The Russians Are Coming the Russians Are Coming) är en amerikansk komedifilm från 1966 i regi av Norman Jewison.
Filmen bygger på Nathaniel Benchley roman The off-islanders.

## Utmärkelser
Filmen vann ett Golden Globe Award för bästa film – musikal eller komedi 1966.

## Handling
En sovjetisk ubåt går på grund utanför New England. Besättningen gör sitt bästa för att komma loss innan det hela eskalerar till en internationell kris.

## Rollista i urval
- Carl Reiner - Walt Whittaker
- Eva Marie Saint - Elspeth Whittaker
- Alan Arkin - Yuri Rozanov
- Brian Keith - Link Mattocks
- Jonathan Winters - Norman Jonas
- Theodore Bikel - ubåts-kaptenen
- Paul Ford - Fendall Hawkins
- Tessie O'Shea - Alice Foss
- John Phillip Law - Alexei Kolchin
- Ben Blue - Luther Grilk